# 斯文·米克塞尔
斯文·米克塞尔（1973年11月8日）是一位爱沙尼亚政治人物。

## 职业生涯
2002-2003年间，当时还从属于中间党的米克塞尔曾在西姆·卡拉斯内阁担任国防部长。
2005年，米克塞尔转投社会民主党，并在2010年10月到2015年5月担任该党主席。他曾在2014-2015年的塔维·罗伊瓦斯内阁出任国防部长，2016-2019年间又在于里·拉塔斯内阁任外交部长。
2019年，米克塞尔当选为欧洲议会议员，担任欧洲议会外交事务委员会和其下安全与防卫小组委员会委员。

## 荣誉

### 外国勋章奖章
- 意大利共和国功绩大十字骑士勋章（義大利語：Ordine al merito della Repubblica Italiana）（意大利，2019年1月14日公布[7]）